# Рондокубизам
Рондокубизам (народни стил, народни декоративизам, чешки арт деко) је својеврстан стил настао у чешкој архитектури и примењеној уметности двадесетих година 20. века као кубистички стил у делу Јосеф Гочара и Павел Јанака и др. који су применили народне елементе у виду лукова и кругова у решењима својих дела.

## Корени рондокубизма
Чешки рондокубизам је правилно био сврставан у споју са кубизмом који се развијао у Француској и утицајем Сезана, као и рађањем сликарског кубизма. Треба указати и на спој са водећим теоријама у уметности тога времена, А. Ригла и В. Ворингера као и промене које су настале после сецесије у смислу приклањање ка апстракцији која је стално интересантна као стваралачка метода.

## Настанак и карактеристике
Успон у кубистичком изјашњавању је после 1912. године у делима два сарадника Јосефа Гочара и Павела Јанака се одражава у пројектима који се приближавају кубистичким погледима на архитектуру и одражавају се у њиховим пројектима нарочито у пројекту Дома код црне мајке божије у Прагу и у Гочаревом најзнаменитијем делу Легиобанке у Прагу по коме је стил рондокубизма некада познат и као стил Легиобанке године 1921. На фасади ове зграде је Гочар развијао пуни свој архитектонски таленат. У овом кубистичком делу он је увео сложене композиције монументалног прочеља и ред и компликовану пластику која се састоји од малих лукова уравнотежених форми у омеђењу народног декоративизма. Гочар је у овим делима развио и ефективне скале боје које се истина доста понављају али су зато јако храбре у примењивању. Он се ту проказује и као добар конструктор. Сличне монументалне и декоретивне елементе је применио Павел Јанак у свом пројекту осигурања Реунијон. То је монументална архитектура која се карактеристише јаким декоративизмом и пластичношћу у којој уметници постају свесни свог властитог дела у доба послератних погледа, послератне авангарде у чешкој архитектури 20. века у којој се стварају дела која су велики допринос у смислу досезања максимума и велики део посла ка доброј и култивисаној архитектури високих стручних вредности у којим је остварено јединство садржаја и форми. У каснијим фазама својих дела се јавља одступање од монументалности и декоративизма и приклањања се блажим и функционалистичкијим формама.
Овај правац се одликује стављањем значаја на силу утиска који се постиже изразитом пластичнишћу. Архитекте се у ствари не одричу функционалности али је не сматрају за полазиште и обраћају пажњу и на конструкцију. Принцип употребе плошне кружнице, кружних одсечака, ваљака, просторних кугли и полукугли се у ово доба не јављају нагло и за почетак се може сматрати 1913. година. Растављање прочеља на пластичне елементе са дивљом драматичном игром маса, промене динамике, унутрачњи доживљаји ствараоца који се манифестује у изразито наглашеним ритмовима, завршава се 1924. године када је пројектован Павиљон ЧСР- а за међународну изложбу примењене уметности у Паризу за 1925. годину који је пројектован и реализован од стране Јосефа Гочара до отварања. Још пре 1924. године се формира око Клуба архитеката група са прокламацијом рационалистичког програма који је у супротности са кружним кубизмом, која ће победити међу младим пројектантима али треба напоменути да је већина њих остварила јако интересантна дела управо у формама рондокубизма. Они који нису прошли фазу рондокубизма су опет убрзо завршили у историзујућим стиловима класицизма.
Овај оригинални стил чешког кубизма је недовољно испитан и недовољно познат у свету и у делима различитих теоретичара је често окарактерисан као аномалија (у списку К. Теигеа критичара рондокубизма се као починилац ове деформације наводи и словеначки архитекта Јоже Плечника који је радио и у Пагу), архитектонске мисли у чешкој и као деформација народне уметности.

## Прихватање стила
Послератних пет година у новој чехословачкој држави настају сјајни пројекти и остварења јавних зграда, школа, објеката среза и скупштина, крематоријума, робних кућа, пошта као и целих комплекса стамбених зграда те се с правом може тврдити да једини представници овог авангардног стила нису били само двојка П. Јанак и Ј. Гочар већ цео ред нових архитеката који учествују у стварању овога стила. Овим је ова варијанта кубизма у чешкој добила и схватање у народу који је тежио за сопственим изражавањем у архитектури. 

## Архитектонска дела рондокубизма
- Ј. Гочар, Легиобанка у Прагу 1921.- 1023.
- Ј. Гочар, кућа војничке управе на аеродрому у Кбелих 1920.- 1921.
- Ј. Гочар, Изложбени пављион „СВУ Манес“ у Прагу 1921.
- П. Јанак, Палата осигурања „Реунијонс адријатика секурита“ у Прагу 1923.
- П. Јанак, Крематоријум у Пардубицама 1922.- 1023.
- П. Јанак, Административна зграда Шкодових завода у Прагу 1925.- 1926.
- Ј. Вондрак, стамбена зграда у Ореховицама 1924.
- Ј. Степанек, Зграда народног сабора у Прагу 1922.
- А. Мартинек, стамбена зграда у Дејвицама 1922.
- Б. Козак, Хусова кућа у Прагу 1923.